# Chesarà...
Chesarà... è stato un programma televisivo italiano di genere talk show e rotocalco, andato in onda il sabato e la domenica nella fascia dell'access prime time di Rai 3 dal 23 settembre 2023 al 16 giugno 2024 con la conduzione di Serena Bortone. Il programma veniva trasmesso in diretta presso lo studio 2 del Centro di produzione TV Raffaella Carrà di Roma.

## Il programma
Il programma era nato per sostituire i programmi Le parole condotto da Massimo Gramellini (passato su LA7 con il nuovo programma In altre parole) e Che tempo che fa condotto da Fabio Fazio (passato su Nove, sotto la proprietà della Warner Bros. Discovery), andati in onda rispettivamente nelle serate del sabato e della domenica. Il programma andava in onda nella fascia dell'access prime time di Rai 3 il sabato dalle 20:15 alle 21:50 e la domenica dalle 20:00 alle 20:55 (o, in alcune occasioni, alle 21:20) e vedeva alla conduzione la giornalista Serena Bortone, reduce dal programma pomeridiano Oggi è un altro giorno (andato in onda su Rai 1 dal 7 settembre 2020 al 30 giugno 2023).

## Edizioni
| Puntata | Messa in onda     | Ascolti        | Ascolti | Ascolti | Ospiti |
| Puntata | Messa in onda     | Telespettatori | Share   | Fonte   | Ospiti |
| ------- | ----------------- | -------------- | ------- | ------- | --- |
| 1       | 23 settembre 2023 | 609 000        | 3,57%   | [ 12 ]  | Corrado Augias, Benedetta Craveri, Francesca Fialdini, Anna Galiena, Alessandra Mussolini, Pietrangelo Buttafuoco, Emiliano Fittipaldi, Nathalie Guetta, Filippo Timi, Francesco Paolantoni                                         |
| 2       | 24 settembre 2023 | 742,000        | 4,09%   | [ 13 ]  | Matteo Garrone, Moustapha Fall, Cecilia Bartoli, Manuela Moreno, Isabella Ferrari, Nicola Lagioia, Peter Gomez, Francesco Paolantoni, Nathalie Guetta, Seydou Sarr, Matteo Bassetti                                                 |
| 3       | 30 settembre 2023 | 591 000        | 3,55%   | [ 14 ]  | Renata Polverini, Giorgio Zanchini, Pedro Almodóvar, Valeria Parrella, Gene Gnocchi, Francesca Reggiani, Giovanna Botteri, Suor Paola D'Auria, Davide Livermore, Alessandra Piperno, Matteo Basssetti                               |
| 4       | 1º ottobre 2023   | 665 000        | 3,67%   | [ 15 ]  | Aryeh Nussbaum Cohen, Aldo Cazzullo, Nino Formicola, Maurizio Mannoni, Francesco Piccolo, Raffaele Pe, Francesca Reggiani, Annalena Benini, Cristina Fogazzi, Vito Alfieri Fontana, Carlo Vistoli                                   |
| 5       | 7 ottobre 2023    | 451 000        | 2,68%   | [ 16 ]  | Giovanna Botteri, Nunzia De Girolamo, Raphael Gualazzi, Ezio Mauro, Susanna Tamaro, Carlo Cottarelli, Antonella Elia, Peter Gomez, Vittorio Lingiardi, Simone Marchetti, Matteo Bassetti                                            |
| 6       | 8 ottobre 2023    | 963 000        | 5,09%   | [ 17 ]  | Riccardo Iacona, Sveva Casati Modignani, Sigfrido Ranucci, Edoardo Sylos Labini, Corrado Brun, Teresa Forcades, Francesca Vecchioni                                                                                                 |
| 7       | 14 ottobre 2023   | 608 000        | 3,39%   | [ 18 ]  | Vittorino Andreoli, Pilar Fogliati, Lucia Goracci, Nathalie Tocci, Maurizio Mannoni, Pierbattista Pizzaballa, Gianni Riotta, Carlo Cottarelli, Noah, Francesco Battistini, Giovanni Botteri, Maria Gianniti, Lion Yanai, Nello Rega |
| 8       | 15 ottobre 2023   | 629 000        | 3,29%   | [ 19 ]  | Giovanna Botteri, Sigfrido Ranucci, Nicola Lagioia, Mauro Mazza, Maria Gianniti, Settimo Limentani, Nello Rega, Lorenzo Vidino, Ester Viola                                                                                         |
| 9       | 21 ottobre 2023   | 695 000        | 3,82%   | [ 20 ]  | Giovanna Botteri, Maurizio Mannoni, Michela Marzano, Annamaria Bernardini de Pace, Maria Gianniti, Fabrizio Roncone, Stefano Zurlo                                                                                                  |
| 10      | 22 ottobre 2023   | 618 000        | 3,20%   | [ 21 ]  | Arturo Brachetti, Sigfrido Ranucci, Kasia Smutniak, Justine Triet, Nicola Lagioia, Francesco Specchia, Vito Procacci |
| 11      | 28 ottobre 2023   | 586 000        | 3,27%   | [ 22 ]  | Riccardo Iacona, Carlo Cottarelli, Daniele Silvestri, Vinicio Marchioni, Camila Raznovich, Paolo Mieli, Incoronata Boccia, Ilaria Gaspari, Maria Gianniti, Ettore Sequi                                                             |
| 12      | 29 ottobre 2023   | 615 000        | 3,10%   | [ 23 ]  | Pupi Avati, Carolina Crescentini, Erri De Luca, Lorenza Foschini, Sigfrido Ranucci |
| 13      | 4 novembre 2023   | 481 000        | 2,60%   | [ 24 ]  | Gherardo Colombo, Barbara De Rossi, Paolo Cirino Pomicino, Trudie Styler, Mario Tozzi, Sting, Giuditta Brattini, Antonio Brusà, Don Antonio Lofredo, Daniela Preziosi                                                               |
| 14      | 5 novembre 2023   | 780 000        | 3,88%   | [ 25 ]  | Massimiliano Ossini, Sigfrido Ranucci, Mariolina Sattanino, Peter Gomez, Giovanni Del Giaccio, Matteo Bassetti |
| 15      | 11 novembre 2023  | 538 000        | 2,95%   | [ 26 ]  | Marco Damilano, Serena Dandini, Francesco Giorgino, Mariolina Sattanino, Emanuele Trevi, Francesca Reggiani, Valentina Bagnara, Daniela Ghiotto                                                                                     |
| 16      | 12 novembre 2023  | 771 000        | 3,90%   | [ 27 ]  | Marino Bartoletti, Emma Dante, Caterina Guzzanti, Sigfrido Ranucci, Peter Gomez, Matteo Bassetti |
| 17      | 18 novembre 2023  | 728 000        | 3,85%   | [ 28 ]  | Paolo Crepet, Emma D'Aquino, Peter Gomez, Ron, Edoardo Sylos Labini, Guidalberto Bormolini, Roberto Di Virgilio, Letizia Lopez, Francesco Menditto, Giuseppe Tassoni                                                                |
| 18      | 19 novembre 2023  | 853 000        | 3,97%   | [ 29 ]  | Roberta Bruzzone, Sigfrido Ranucci, Nicola Lagioia, Francesco Menditto, Matteo Bassetti |
| 19      | 25 novembre 2023  | 712 000        | 3,80%   | [ 30 ]  | Roberta Bruzzone, Marco Damilano, Francesca Fialdini, Imma Battaglia, Peter Gomez, Francesco Specchia, Lorenzo Biagiarelli, Cristina Fogazzi, Eugenia Forcella                                                                      |
| 20      | 26 novembre 2023  | 601 000        | 2,74%   | [ 31 ]  | Sigfrido Ranucci, Selvaggia Lucarelli, Francesco Specchia, Matteo Bassetti |
| 21      | 2 dicembre 2023   | 594 000        | 3,20%   | [ 32 ]  | Roberta Bruzzone, Giovanna Botteri, Luca Zaia, Alessio Boni, Imma Battaglia, Peter Gomez, Edoardo Sylos Labini, Lorenzo Biagiarelli, Federico "Osho" Palmaroli, Ester Viola, Claudio e Fabrizio Colica (Le Colica)                  |
| 22      | 3 dicembre 2023   | 735 000        | 3,70%   | [ 33 ]  | Maria Agresta, Dacia Maraini, Sigfrido Ranucci, Giovanni Scifoni, Luca Ward, Matteo Bassetti |
| 23      | 9 dicembre 2023   | 624 000        | 3,37%   | [ 34 ]  | Erri De Luca, Lorenza Foschini, Leo Gullotta, Maurizio Landini, Paolo Rossi, Antonella Viola, Nicola Lagioia, Rossano D'Amato, Francesco Giubilei                                                                                   |
| 24      | 10 dicembre 2023  | 779 000        | 3,80%   | [ 35 ]  | Damiano Michieletto, Veronica Pivetti, Sigfrido Ranucci, Bruno Vespa, Peter Gomez, Claudio e Fabrizio Colica (Le Colica) |
| 25      | 16 dicembre 2023  | 685 000        | 3,79%   | [ 36 ]  | |
| 26      | 17 dicembre 2023  | 871 000        | 4,53%   | [ 37 ]  | |
| 27      | 7 gennaio 2024    | 1 121 000      | 5,42%   | [ 38 ]  | |
| 28      | 13 gennaio 2024   | 800 000        | 4,21%   | [ 39 ]  | |
| 29      | 14 gennaio 2024   | 798 000        | 3,92%   | [ 40 ]  | |
| 30      | 20 gennaio 2024   | 669 000        | 3,50%   | [ 41 ]  | |
| 31      | 21 gennaio 2024   | 812 000        | 4,05%   | [ 42 ]  | |
| 32      | 27 gennaio 2024   | 671 000        | 3,55%   | [ 43 ]  | |
| 33      | 28 gennaio 2024   | 860 000        | 4,24%   | [ 44 ]  | |
| 34      | 3 febbraio 2024   | 773 000        | 4,07%   | [ 45 ]  | |
| 35      | 4 febbraio 2024   | 841 000        | 4,26%   | [ 46 ]  | |
| 36      | 11 febbraio 2024  | 857 000        | 4,16%   | [ 47 ]  | |
| 37      | 17 febbraio 2024  | 781 000        | 4,13%   | [ 48 ]  | |
| 38      | 18 febbraio 2024  | 885 000        | 4,38%   | [ 49 ]  | |
| 39      | 24 febbraio 2024  | 731 000        | 3,83%   | [ 50 ]  | |
| 40      | 25 febbraio 2024  | 854 000        | 4,18%   | [ 51 ]  | |
| 41      | 2 marzo 2024      | 692 000        | 3,62%   | [ 52 ]  | |
| 42      | 3 marzo 2024      | 775 000        | 3,75%   | [ 53 ]  | |
| 43      | 9 marzo 2024      | 663 000        | 3,46%   | [ 54 ]  | |
| 44      | 10 marzo 2024     | 631 000        | 3,10%   | [ 55 ]  | |
| 45      | 16 marzo 2024     | 611 000        | 3,26%   | [ 56 ]  | |
| 46      | 17 marzo 2024     | 704 000        | 3,55%   | [ 57 ]  | |
| 47      | 23 marzo 2024     | 579 000        | 3,13%   | [ 58 ]  | |
| 48      | 24 marzo 2024     | 768 000        | 3,73%   | [ 59 ]  | |
| 49      | 30 marzo 2024     | 630 000        | 3,41%   | [ 60 ]  | |
| 50      | 31 marzo 2024     | 878 000        | 5,33%   | [ 61 ]  | |
| 51      | 6 aprile 2024     | 707 000        | 3,89%   | [ 62 ]  | |
| 52      | 7 aprile 2024     | 699 000        | 3,85%   | [ 63 ]  | |
| 53      | 13 aprile 2024    | 582 000        | 3,39%   | [ 64 ]  | |
| 54      | 14 aprile 2024    | 585 000        | 3,30%   | [ 65 ]  | |
| 55      | 20 aprile 2024    | 899 000        | 4,86%   | [ 66 ]  | |
| 56      | 21 aprile 2024    | 956 000        | 5,14%   | [ 67 ]  | |
| 57      | 27 aprile 2024    | N.D.           | N.D.    | N.D.    | |
| 58      | 28 aprile 2024    | 880 000        | 4,94%   | [ 68 ]  | |
| 59      | 4 maggio 2024     | 667 000        | 3,81%   | [ 69 ]  | |
| 60      | 5 maggio 2024     | 748 000        | 4,26%   | [ 70 ]  | |
| 61      | 11 maggio 2024    | 738 000        | 4,34%   | [ 71 ]  | |
| 62      | 12 maggio 2024    | 709 000        | 4,18%   | [ 72 ]  | |
| 63      | 18 maggio 2024    | 732 000        | 4,29%   | [ 73 ]  | |
| 64      | 19 maggio 2024    | 848 000        | 5,08%   | [ 74 ]  | |
| 65      | 25 maggio 2024    | 693 000        | 4,17%   | [ 75 ]  | |
| 66      | 26 maggio 2024    | N.D.           | N.D.    | N.D.    | |
| 67      | 1º giugno 2024    | 723 000        | 4,15%   | [ 76 ]  | |
| 68      | 2 giugno 2024     | 911 000        | 5,52%   | [ 77 ]  | |
| 69      | 8 giugno 2024     | N.D.           | N.D.    | N.D.    | |
| 70      | 9 giugno 2024     | N.D.           | N.D.    | N.D.    | |
| 71      | 15 giugno 2024    | 762 000        | 4,46%   | [ 78 ]  | |
| 72      | 16 giugno 2024    | 908 000        | 6,11%   | [ 79 ]  | |

## Programmazione
| Edizione | Rete televisiva | Anno      | Stagione          | Orario            | Durata    | Programmazione | Programmazione | Programmazione | Programmazione | Programmazione | Programmazione | Programmazione | Collocazione      |
| Edizione | Rete televisiva | Anno      | Stagione          | Orario            | Durata    | L              | M              | M              | G              | V              | S              | D              | Collocazione      |
| -------- | --------------- | --------- | ----------------- | ----------------- | --------- | -------------- | -------------- | -------------- | -------------- | -------------- | -------------- | -------------- | ----------------- |
| 1ª       | Rai 3           | 2023-2024 | autunno-primavera | 20:15-21:50       | 95 min    |                |                |                |                |                |                |                | Access prime time |
| 1ª       | Rai 3           | 2023-2024 | autunno-primavera | 20:00-20:55/21:20 | 55/80 min |                |                |                |                |                |                |                | Access prime time |

## Controversie
- La puntata di sabato 20 aprile 2024 avrebbe dovuto ospitare un monologo di Antonio Scurati, incentrato sull'Anniversario della liberazione d'Italia[80][81]; ma in seguito annullato, suscitando critiche dai partiti di opposizione[81] e dal sindacato interno Usigrai[82][83], nonché dalla stessa conduttrice del programma, Serena Bortone[81][84]. Il direttore dell'Approfondimento della Rai, Paolo Corsini, e la presidente del Consiglio, Giorgia Meloni, hanno entrambi negato le accuse di censura, sostenendo invece che la scelta fosse dovuta a divergenze sul compenso economico da destinare a Scurati[80][81]. Il testo integrale del monologo di quest'ultimo, condiviso dalla stessa Meloni su Facebook[80][81], è stato poi ripubblicato dai giornali[80][85][86].
- In seguito all'episodio che ha coinvolto Scurati, la scrittrice Nadia Terranova ha dichiarato di aver precedentemente rinunciato a partecipare ad una puntata di Chesarà..., in cui avrebbe dovuto recitare un monologo sull'abuso di potere da parte delle istituzioni, essendosi rifiutata di modificare il testo secondo le indicazioni della redazione[87][88].